# Curva de la punta de flecha de Sierpinski

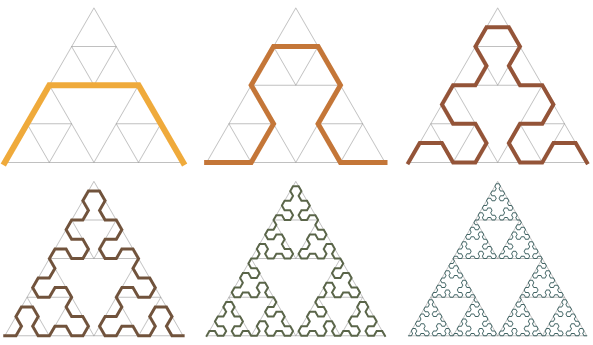
Evolución de la curva de la punta de flecha

La curva de la punta de flecha de Sierpinski es una curva fractal similar en apariencia e idéntica en el límite a l triángulo de Sierpinski.
La curva de la punta de flecha de Sierpinski dibuja un triángulo equilátero con ventanas triangulares a intervalos iguales. Se puede describir con dos reglas de producción sustitutivas: (A → B-A-B) y (B → A + B + A). A y B se repiten y en el fondo hacen lo mismo (dibujar una línea). Los signos más y menos (+ y -) significan un giro de 60 grados a la izquierda o a la derecha. El punto de terminación de la curva de la punta de flecha de Sierpinski es el mismo, siempre que se repita un número par de veces, dividiéndose a la mitad la longitud del segmento en cada recursión. Si se repite una iteración impar (el orden es impar) entonces el punto final aparece girado 60 grados, en un punto diferente del triángulo.

## Código
En código, dadas estas funciones de dibujo:
- Void draw_line (double distance);
- Void turn (int angle_in_degrees);

El código para dibujar de forma aproximada una curva de la punta de flecha de Sierpinski, toma la forma siguiente:
```
void
 
sierpinski_arrowhead_curve
(
 
unsigned
 
order
,
 
double
 
length
)

{

    
// If order is even we can just draw the curve.

    
if
 
(
 
0
 
==
 
(
order
 
&
 
1
)
 
)
 
{

        
curve
(
 
order
,
 
length
,
 
+
60
);

    
}

    
else
 
/* order is odd */
 
{

        
turn
(
 
+
60
);

        
curve
(
 
order
,
 
length
,
 
-60
);

    
}

}

```

```
void
 
curve
(
 
unsigned
 
order
,
 
double
 
length
,
 
int
 
angle
)

{

    
if
 
(
 
0
 
==
 
order
 
)
 
{

        
draw_line
(
 
length
);

    
}
 
else
 
{

        
curve
(
 
order
 
-
 
1
,
 
length
 
/
 
2
,
 
-
 
angle
);

        
turn
(
 
+
 
angle
);

        
curve
(
 
order
 
-
 
1
,
 
length
 
/
 
2
,
 
+
 
angle
);

        
turn
(
 
+
 
angle
);

        
curve
(
 
order
 
-
 
1
,
 
length
 
/
 
2
,
 
-
 
angle
);

    
}

}

```

## Representación como un sistema de Lindenmayer
La curva de flecha de Sierpinski puede expresarse mediante un "sistema recurrente" (Sistema-L):
Alfabeto: X, Y
Constantes: F, +, & minus;
Axioma: XF
Reglas de producción:
X → YF + XF + Y
Y → XF - YF - x
Aquí, F significa "ir hacia delante", + significa "girar a la izquierda 60°", y - significa "girar a la derecha 60°" (ver gráficas tortuga).
Como muchas curvas fractales bidimensionales, la curva de la punta de flecha de Sierpinski puede extenderse a tres dimensiones: